# Singkam
Singkam is een bestuurslaag in het regentschap Samosir van de provincie Noord-Sumatra, Indonesië. Singkam telt 536 inwoners (volkstelling 2010).